# میه ناکاشیما
میه ناکاشیما (انگلیسی: Mie Nakashima؛ زادهٔ ۱۸ ژوئن ۱۹۸۶) بازیکن هاکی روی چمن زن اهل ژاپن است.